# Despreniment de retina
El despreniment de retina és una afecció ocular greu en la qual la retina i la coroide se separen parcialment. La retina (capa més interna de l'ull) i la coroide (capa mitjana) van juxtaposades, però no unides anatòmicament. Els malalts amb despreniment noten la manca de visió, parcial o total, en la part del camp visual que correspon a la retina separada de la coroide.

## Predisposicions
El despreniment es pot donar en aquelles situacions en les quals és més freqüent que apareguin estrips o forats a la zona més perifèrica de la retina: casos de miopia, pacients operats de cataractes, antecedents de traumatismes oculars o presència de determinades lesions degeneratives de la retina.
S'estima que el risc de despreniment de retina en ulls normals és d'uns 5 per cada 100.000 a l'any. Aquest risc augmenta amb l'edat essent més freqüent en la població de mitjana edat i majors amb taxes de prop de 20 per cada 100.000 a l'any.

## Símptomes
El despreniment de la retina apareix en general a conseqüència de la tracció que es produeix a la part anterior de la retina quan el vitri se separa d'ella. Aquesta separació de la part posterior del vitri (el gel que omple la part interna del globus ocular) és molt freqüent i habitualment es produeix sense donar cap altre problema, però quan existeixen lesions degeneratives a la retina, aquesta es pot trencar en aquest procés. Una vegada s'ha produït el forat a la retina comença a passar per ell el fluid i va separant progressivament la retina.
Una vegada s'ha desprès la retina els símptomes depenen de l'extensió i de la localització de la zona despresa. Inicialment, si la zona despresa és petita, pot no donar símptomes. A mesura que el despreniment es va fent més extens es pot notar una mena d'ombra o sensació de cortina en la part perifèrica del camp de visió que va augmentant progressivament fins que s'arriba a la pèrdua total de la visió.
La presència sobtada de taques mòbils en el camp de visió (visió de mosques volants) pot indicar (no sempre) l'aparició d'un despreniment de la retina, sobretot si s'acompanya de la visió de flaixos.

## Tractament
Si es diagnostica el trencament de la retina abans que es produeixi el despreniment, es pot evitar aquest últim mitjançant l'aplicació d'una fotocoagulació retinal.
Si la retina s'ha desprès, és necessària una intervenció quirúrgica. Depenent del tipus de despreniment s'empren diferents tècniques, les més utilitzades són la cirurgia escleral (tècnica extraocular), i la vitrectomia, que s'aplica des de dintre de l'ull. Aquestes dues tècniques no són excloents i a vegades es fan servir totes dues.